# Chi Kinh giới
Chi Kinh giới (danh pháp khoa học: Elsholtzia) là một chi thực vật thân thảo trong họ Lamiaceae với khoảng 40 loài đã được công nhận. Tại Việt Nam có khoảng 7 loài, với tên gọi có chứa cụm từ kinh giới. Tên gọi các loài còn lại chủ yếu phiên âm từ tiếng Trung (do tại Trung Quốc có tới 33 loài thuộc chi này), đa phần đều được gọi là 香薷 (hương nhu) nhưng tất cả các loài "hương nhu" này đều không có ở Việt Nam.

## Các loài
- Elsholtzia amurensis – hương nhu Amur. Khu vực Amur thuộc Nga.
- Elsholtzia angustifolia. Triều Tiên, Mãn Châu.
- Elsholtzia argyi – hương nhu hoa tím. Miền nam Trung Quốc, trồng tại Nhật Bản, Việt Nam?.
- Elsholtzia beddomei. Myanmar, Thái Lan.
- Elsholtzia blanda – kinh giới rừng, chùa dù, tứ phương hao[1]. Hoa Nam, Himalaya, Đông Dương, Sumatra.
- Elsholtzia bodinieri – đông tử tô. Quý Châu, Vân Nam.
- Elsholtzia capituligera – hương nhu hoa đầu. Tây Tạng, Tứ Xuyên, Vân Nam.
- Elsholtzia cephalantha – hương nhu hoa đầu nhỏ. Tứ Xuyên.
- Elsholtzia ciliata – kinh giới, hương nhu[1][2]. Phổ biến rộng từ Siberia qua Trung Quốc, Triều Tiên, Nhật Bản tới Đông Dương.
- Elsholtzia communis – kinh giới bông, kinh giới hoa bông, kinh giới phổ biến, cát long thảo[1]. Myanmar, Thái Lan, Việt Nam.
- Elsholtzia concinna. Nepal, Sikkim, Bhutan.
- Elsholtzia cyprianii – dã thảo hương. Trung và nam Trung Quốc.
- Elsholtzia densa – hương nhu hoa rậm. Ấn Độ, Pakistan, Nepal, Bhutan, Afghanistan, Kyrgyzstan, Tajikistan, Tây Tạng, Tân Cương, Mông Cổ, Trung Quốc.
- Elsholtzia eriocalyx – hương nhu đài hoa lông. Hoa Nam.
- Elsholtzia eriostachya – hương nhu bông lông. Trung Quốc, Himalaya, Tây Tạng.
- Elsholtzia feddei – hương nhu cao nguyên. Trung Quốc, Tây Tạng.
- Elsholtzia flava – hương nhu hoa vàng. Trung Quốc, Himalaya.
- Elsholtzia fruticosa – kê cốt sài. Trung Quốc, Himalaya, Tây Tạng, Myanmar.
- Elsholtzia glabra – hương nhu sáng. Trung Quốc.
- Elsholtzia griffithii. Myanmar, Assam.
- Elsholtzia hallasanensis (có thể là Elsholtzia ciliata. Đồng nghĩa: Elsholtzia springia). Đảo Jeju-do (Hàn Quốc).
- Elsholtzia heterophylla – hương nhu lá lạ. Myanmar, Vân Nam.
- Elsholtzia hunanensis – hương nhu Hồ Nam. Hoa Nam.
- Elsholtzia kachinensis – thủy hương nhu. Hoa Nam, Myanmar, Thái Lan.
- Elsholtzia litangensis. Tứ Xuyên.
- Elsholtzia luteola – hương nhu vàng nhạt. Tứ Xuyên, Vân Nam.
- Elsholtzia minima. Đảo Jeju-do (Hàn Quốc).
- Elsholtzia myosurus – hương nhu đuôi chuột. Tứ Xuyên, Vân Nam.
- Elsholtzia nipponica – hương nhu Nhật. Nhật Bản.
- Elsholtzia ochroleuca – hương nhu trắng vàng. Tứ Xuyên, Vân Nam.
- Elsholtzia oldhamii – hương nhu Đài Loan. Đài Loan.
- Elsholtzia penduliflora – kinh giới rủ, kinh giới hoa rủ, chùa dù, đại hoàng dược[1]. Vân Nam, Thái Lan, Việt Nam.
- Elsholtzia pilosa – kinh giới lông, hương nhu lông dài[1]. Trung Quốc, Himalaya, Myanmar, Việt Nam.
- Elsholtzia pubescens – hương nhu không lông. Java, Bali, Lombok, Timor, Sulawesi.
- Elsholtzia pygmaea – hương nhu lùn. Van Nam.
- Elsholtzia rugulosa – kinh giới sần, kinh giới nhám, kinh giới gân nổi, kinh giới nhăn, dã bạt tử[1]. Hoa Nam, Myanmar, Thái Lan, Việt Nam.
- Elsholtzia serotina (có thể là Elsholtzia ciliata?) – hương nhu nham sanh. Hoa Bắc, Triều Tiên, Nhật Bản, Primorye (Nga).
- Elsholtzia souliei – hương nhu Xuyên Điền. Tứ Xuyên, Vân Nam.
- Elsholtzia splendens – hương nhu hải châu. Trung Quốc, Triều Tiên.
- Elsholtzia stachyodes – hương nhu hình bông. Tiểu lục địa Ấn Độ.
- Elsholtzia stauntonii – mộc hương nhu. Hoa Bắc.
- Elsholtzia strobilifera – hương nhu bông tròn. Trung Quốc, Himalaya, Myanmar.
- Elsholtzia winitiana – kinh giới đất, kinh giới dày, kinh giới lông trắng, hương nhu trắng[1]. Vân Nam, Quảng Tây, Lào, Thái Lan, Việt Nam.

## Lưu ý
Tên gọi hương nhu trong tiếng Việt lại dùng để chỉ một vài loài thuộc chi Ocimum cùng họ.
Tên gọi 荆芥 (kinh giới) trong tiếng Trung lại dùng để chỉ các loài trong chi Nepeta (và cả Schizonepeta nếu như chi này được coi là tách biệt với Nepeta) cùng họ.
Tên gọi kinh giới trong tiếng Việt cũng được dùng với một vài loài thuộc chi Rau muối (Chenopodium) không có quan hệ họ hàng gì.